# ホットロード (芸能事務所)
株式会社ホットロード（英: Hot Road inc.）は、東京都港区赤坂に所在する日本の芸能事務所。代表取締役社長は本間那津子。

## 所属タレント
※2017年2月現在

### 現在
- 室井滋
- 日野陽仁
- 桐谷健太（2002年から）[1]
- 西村元貴（2014年から）[2]

### 過去
- 利重剛
- 佐々木卓馬（2014年まで）[3]
- 井坂俊哉（2016年まで）[4]